# Callyspongia septimaniensis
Callyspongia septimaniensis är en svampdjursart som beskrevs av Griessinger 1971. Callyspongia septimaniensis ingår i släktet Callyspongia och familjen Callyspongiidae. Inga underarter finns listade i Catalogue of Life.